# 기원전 17세기
기원전 17세기는 기원전 1700년부터 기원전 1601년까지를 말한다.

## 주요 사건
- 기원전 1700년경 - 인더스 계곡 문명이 끝났지만 세미트리 H 문화가 계속되었다.
- 기원전 1700년 - 아시리아의 왕 벨루바니가 즉위하다.
- 기원전 1691년 - 아시리아의 왕 벨루바니가 죽다.
- 기원전 1675년 - 상나라의 탕왕이 중국의 통치자가 되다.
- 기원전 1673년 - 아시리아의 왕 샤르마-아닷 1세가 즉위하다.
- 기원전 1663년 - 힉소스인들이 이집트에 쳐들어와 이집트 제15왕조 창건. 같은 해에 테베에서는 이에 대항하는 이집트인들이 이집트 제17왕조를 창건
- 기원전 1650년경 - 이집트 제14왕조가 무너지다.
- 기원전 1649년 - 아시리아의 왕 바자이아가 즉위하다.
- 기원전 1620년 - 히타이트의 왕 무르실리 1세가 즉위하다.
- 기원전 1600년 - 중국 하나라가 멸망하고 상나라가 건국됨

## 년대와 년도
| 기원전 1700년대 | 전1709 | 전1708 | 전1707 | 전1706 | 전1705 | 전1704 | 전1703 | 전1702 | 전1701 | 전1700 |
| 기원전 1690년대 | 전1699 | 전1698 | 전1697 | 전1696 | 전1695 | 전1694 | 전1693 | 전1692 | 전1691 | 전1690 |
| 기원전 1680년대 | 전1689 | 전1688 | 전1687 | 전1686 | 전1685 | 전1684 | 전1683 | 전1682 | 전1681 | 전1680 |
| 기원전 1670년대 | 전1679 | 전1678 | 전1677 | 전1676 | 전1675 | 전1674 | 전1673 | 전1672 | 전1671 | 전1670 |
| 기원전 1660년대 | 전1669 | 전1668 | 전1667 | 전1666 | 전1665 | 전1664 | 전1663 | 전1662 | 전1661 | 전1660 |
| 기원전 1650년대 | 전1659 | 전1658 | 전1657 | 전1656 | 전1655 | 전1654 | 전1653 | 전1652 | 전1651 | 전1650 |
| 기원전 1640년대 | 전1649 | 전1648 | 전1647 | 전1646 | 전1645 | 전1644 | 전1643 | 전1642 | 전1641 | 전1640 |
| 기원전 1630년대 | 전1639 | 전1638 | 전1637 | 전1636 | 전1635 | 전1634 | 전1633 | 전1632 | 전1631 | 전1630 |
| 기원전 1620년대 | 전1629 | 전1628 | 전1627 | 전1626 | 전1625 | 전1624 | 전1623 | 전1622 | 전1621 | 전1620 |
| 기원전 1610년대 | 전1619 | 전1618 | 전1617 | 전1616 | 전1615 | 전1614 | 전1613 | 전1612 | 전1611 | 전1610 |
| 기원전 1600년대 | 전1609 | 전1608 | 전1607 | 전1606 | 전1605 | 전1604 | 전1603 | 전1602 | 전1601 | 전1600 |
| 기원전 1590년대 | 전1599 | 전1598 | 전1597 | 전1596 | 전1595 | 전1594 | 전1593 | 전1592 | 전1591 | 전1590 |